# Vorarefilia

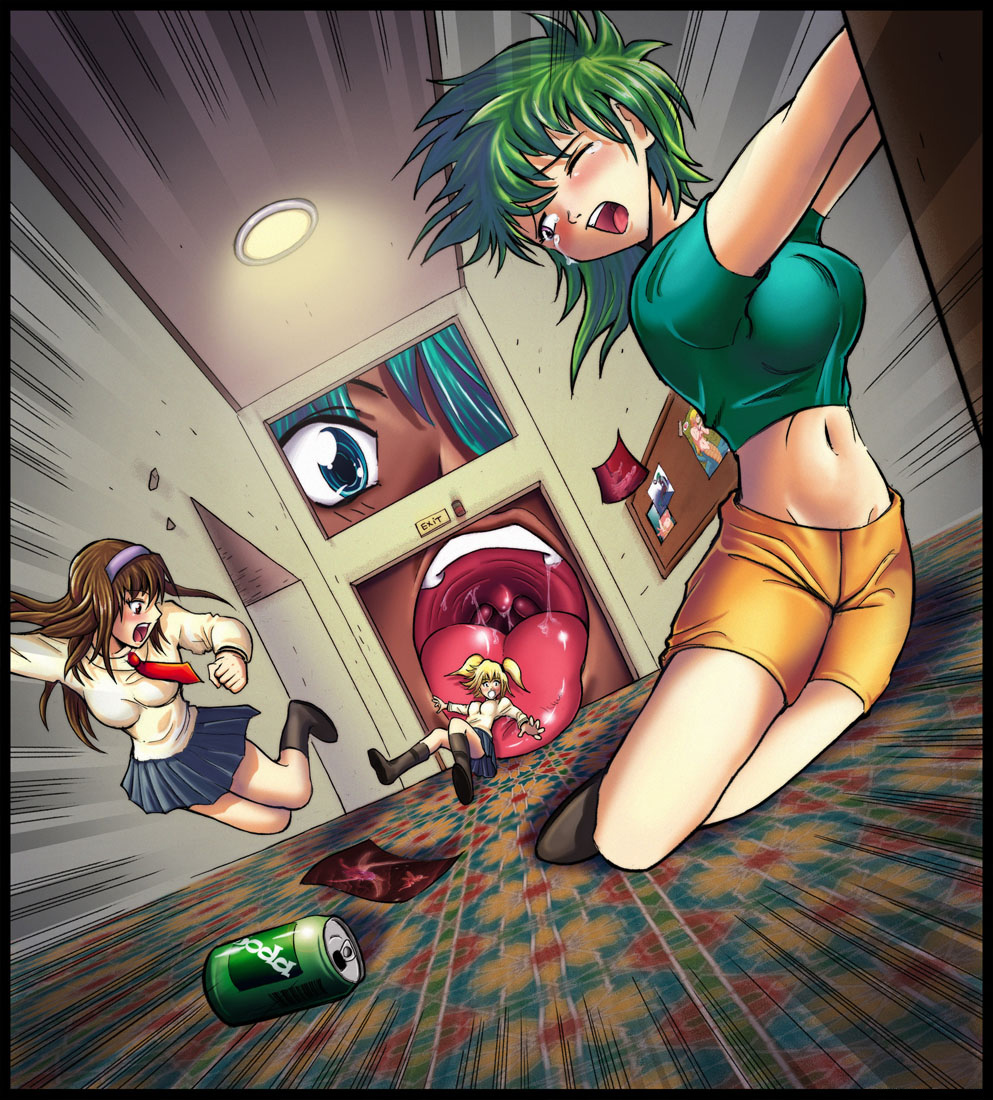
Ejemplo de un manga mostrando vore.

La vorarefilia (a menudo abreviada como «vore») es una parafilia caracterizada por el deseo erótico de ser consumido o consumir a otra persona o criatura. Dado que las fantasías vorarefílicas difícilmente se pueden concretar en la realidad, a menudo se expresan de manera anónima a través de Internet, mediante historias, dibujos, animaciones, esculturas, videojuegos y otras expresiones artísticas. La palabra «vorarefilia» se deriva del latín vorare (‘tragar’ o ‘devorar’) y del griego antiguo φιλία philía (‘amor’).
Las fantasías vorarefílicas se separan del canibalismo sexual ya que la persona se traga viva y en un solo bocado. A veces los consumidores son humanos, pero los animales antropomorfos, los animales normales, los dragones y las serpientes enormes también aparecen con frecuencia en estas fantasías. Después del consumo, el vientre agrandado del consumidor suele ser descrito de manera detallada. 
Los voraréfilos a veces prefieren diferenciar entre la vorarefilia suave y la vorarefilia dura. En la vorarefilia suave la víctima se traga entera y viva, pero sin consecuencias fatales, por lo que podría escapar de ese estado. En la vorarefilia dura la víctima atraviesa un proceso de digestión más horrible y realista, a menudo masticada de antemano.
El método más conocido es la vorarefilia oral (o «vore oral»), es decir, utilizando la boca. Aunque también existe la vorarefilia nasal (o «vore nasal»), ser inhalado por un gigante; la vorarefilia anal (o «vore anal»), que implica ser introducido dentro del ano del o la gigante; y la vorarefilia vaginal (o «vore vaginal»), el ser utilizado como un juguete sexual que estimula la vulva.
En algunos casos, la vorarefilia puede describirse como una variación de la macrofilia y combinarse con otras parafilias, como BDSM, microfilia, fetichismo del embarazo, fetichismo peludo, "parto" (un deseo de ser tragado por completo dentro de la vagina y regresar al útero) y el canibalismo sexual. 
El análisis de un estudio de caso conectó esta fantasía con el masoquismo sexual y sugirió que podría estar motivado por un deseo de fusionarse con un otro poderoso o escapar permanentemente de la soledad. Con "ningún tratamiento conocido" para los voraréfilos que se sienten incómodos con su sexualidad, los psicólogos del Centro de Adicción y Salud Mental de Toronto han recomendado tratar de "adaptarse, en lugar de cambiar o suprimir" el interés sexual. La medicación para la reducción de la libido podría usarse si se considera necesario.